# Maresciallo (Italia)
Maresciallo è il grado più basso del Ruolo Marescialli dell'Esercito Italiano e del Ruolo Ispettori dell'Arma dei Carabinieri e del Corpo della Guardia di Finanza. Il grado è equivalente al codice STANAG NATO OR-8/OR-9. La denominazione del grado prima del 1995 era di maresciallo ordinario.
Nell'Arma dei Carabinieri la denominazione del grado di Primo Maresciallo è Maresciallo Maggiore, con la qualifica di Sostituto Ufficiale di Pubblica Sicurezza, mentre nella Guardia di Finanza la denominazione del grado è Maresciallo Aiutante.

## Storia
Il grado di maresciallo in Italia fu inizialmente previsto unicamente per i marescialli d'alloggio dei Carabinieri Reali. Nel 1902 venne istituito per il Regio Esercito. Il grado era unico e superiore a quello di furiere maggiore. Successivamente nel 1907 i gradi di furiere e furiere maggiore vennero aboliti ed il grado di maresciallo venne diviso in tre classi: maresciallo di 1ª, 2ª e 3ª classe che vennero poi rinominati rispettivamente  Maresciallo maggiore, Maresciallo capo e Maresciallo ordinario. I distintivi di grado vennero regolati solamente il 22 gennaio 1907 da una circolare. Nella Regia Marina i gradi equiparati erano quelli di capo di 1ª, 2ª e 3ª classe.
All'entrata in guerra dell'Italia nel primo conflitto mondiale i gradi di Maresciallo ordinario, Maresciallo capo e Maresciallo maggiore divennero rispettivamente Maresciallo di compagnia, Maresciallo di battaglione e Maresciallo di reggimento. Nel 1916 venne istituito il grado di "aiutante di battaglia", raggiungibile sia dai sottufficiali che dalla truppa unicamente per meriti di guerra, indipendentemente dal grado rivestito in precedenza. Fino al 1972 i marescialli erano inquadrati in tre livelli gerarchici: maresciallo ordinario, maresciallo capo e maresciallo maggiore e avevano come distintivo rispettivamente uno, due o tre binari dorati screziati di nero posti in senso verticale sulle controspalline. In seguito negli anni settanta venne aggiunto il grado di maresciallo maggiore aiutante, sovraordinato agli altri gradi, ma sempre subordinato al grado di aiutante di battaglia. Tale grado si distingueva in quanto era raggiungibile tramite promozione a scelta e non per anzianità, ed aveva lo stesso distintivo di grado del maresciallo maggiore, ma con i binari screziati di rosso. Dopo il 1972 per tutti i marescialli i binari erano posti in orizzontale.
In  base al d.lgs. 12 maggio 1995, n. 196 sul riordino delle carriere delle forze armate i gradi vennero ridenominati come segue:
- maresciallo ordinario diventava maresciallo;
- maresciallo capo diventava maresciallo ordinario;
- maresciallo maggiore diventava maresciallo capo;
- maresciallo maggiore aiutante diventava maresciallo aiutante (dal 2001 ridenominato "primo maresciallo"[4]);
- maresciallo maggiore aiutante carica speciale → luogotenente (semplice qualifica e non grado a sé stante istituita nel 2001;[4]).

Nel 2001 venne istituita la qualifica di primo maresciallo luogotenente qualifica rinominata dal 2017 luogotenente)
Nel 2017 è stata istituita la qualifica di Primo luogotenente. e nello stesso anno, in seguito al riordino dei ruoli e delle carriere del personale delle Forze armate, nell'Arma dei Carabinieri al posto del maresciallo aiutante S.U.P.S. è stato reintrodotto il grado di maresciallo maggiore.

## Le mostrine

### Esercito italiano

Distintivo per controspallina di maresciallo dell'Esercito
Distintivo per controspallina di primo maresciallo dell'Esercito Italiano

### Nei corpi ad ordinamento militare

Distintivo di grado per controspallina di maresciallo della  Guardia di Finanza

Insegna per controspallina di maresciallo dell'Arma dei Carabinieri

### Nei corpi ad ordinamento civile

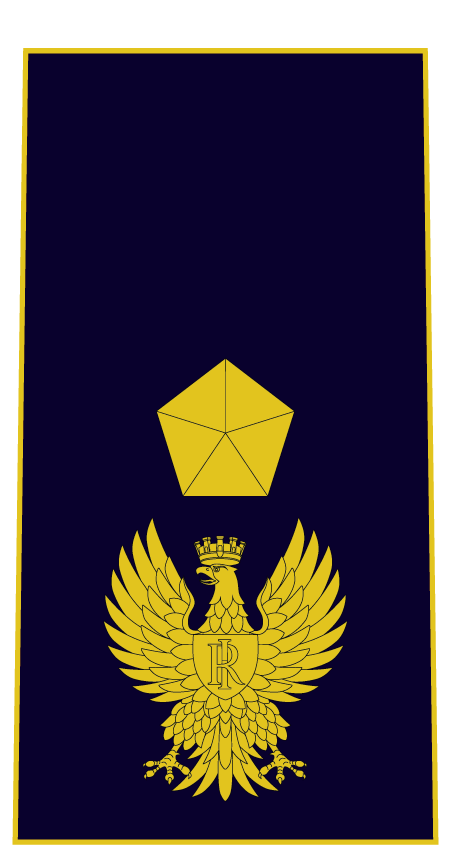
Distintivo di qualifica per controspallina di Vice ispettore della Polizia di Stato
Distintivo di qualifica per controspallina di vice ispettore del Corpo di polizia penitenziaria
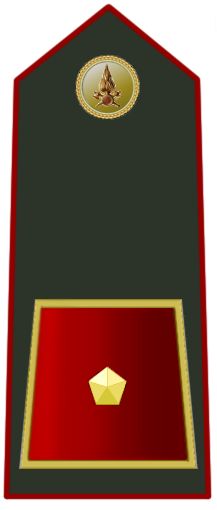
istintivo di qualifica per controspallina di Vice ispettore del Corpo nazionale dei vigili del fuoco

## Gradi storici
Durante il ventennio fascista venne istituito da Benito Mussolini nel 1924 il grado di maresciallo d'Italia, per onorare Luigi Cadorna e Armando Diaz, che avevano comandato il Regio Esercito nella prima guerra mondiale.
Successivamente, nel 1926, il grado venne conferito anche ad alcuni comandanti d'armata che si erano particolarmente distinti durante la guerra e venne contemporaneamente istituito anche il grado di grande ammiraglio, conferito a Paolo Thaon di Revel, che nella prima guerra mondiale aveva comandato la Regia Marina.
Nel 1938 venne istituito il grado di primo maresciallo dell'Impero, conferito contemporaneamente a Re Vittorio Emanuele III e al Duce.
Successivamente venne anche istituito il grado di maresciallo dell'aria conferito ad Italo Balbo, creatore della Regia Aeronautica ed eroe delle trasvolate atlantiche.
Il grado di maresciallo d'Italia è stato abolito nel 1947.

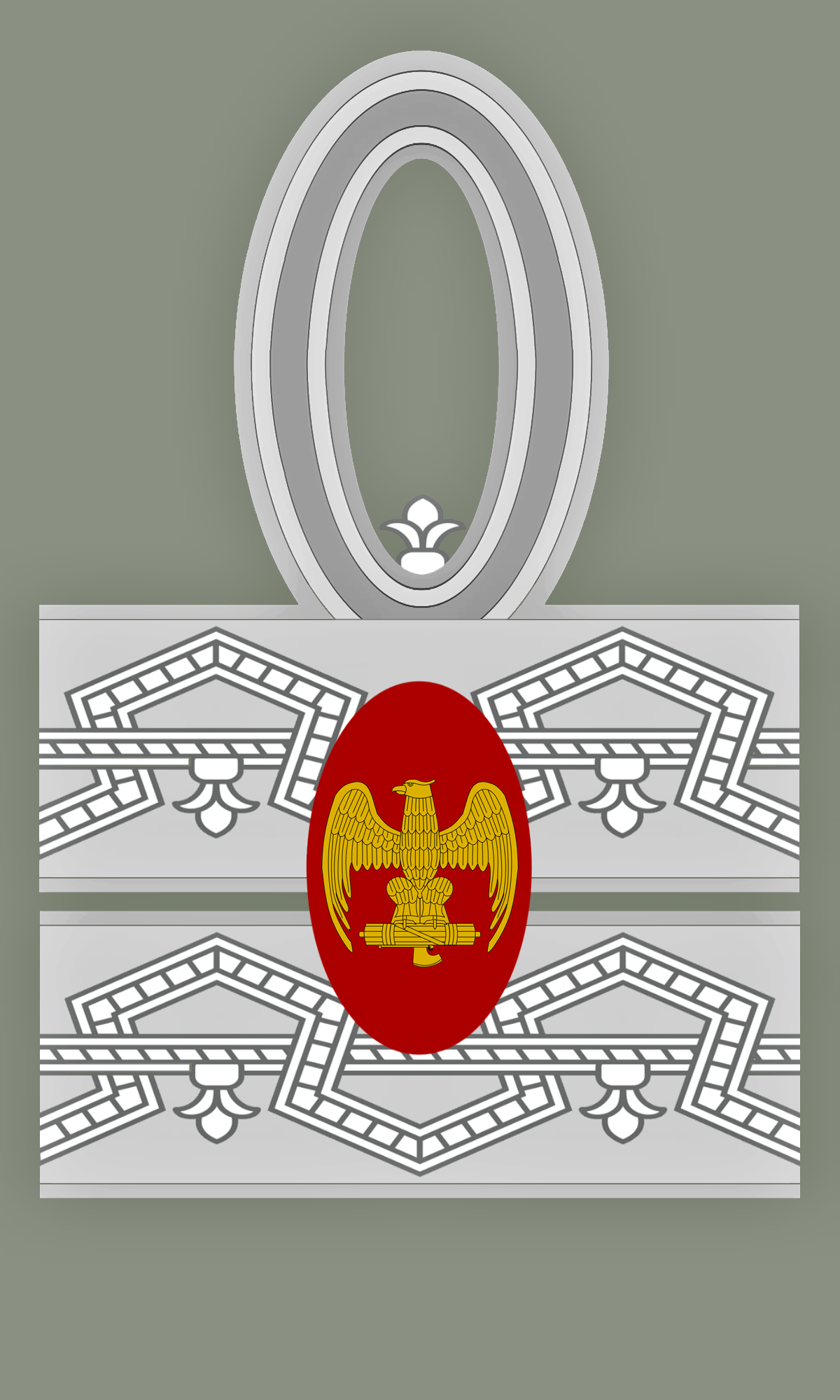
Distintivo di grado per paramano di primo maresciallo dell'impero
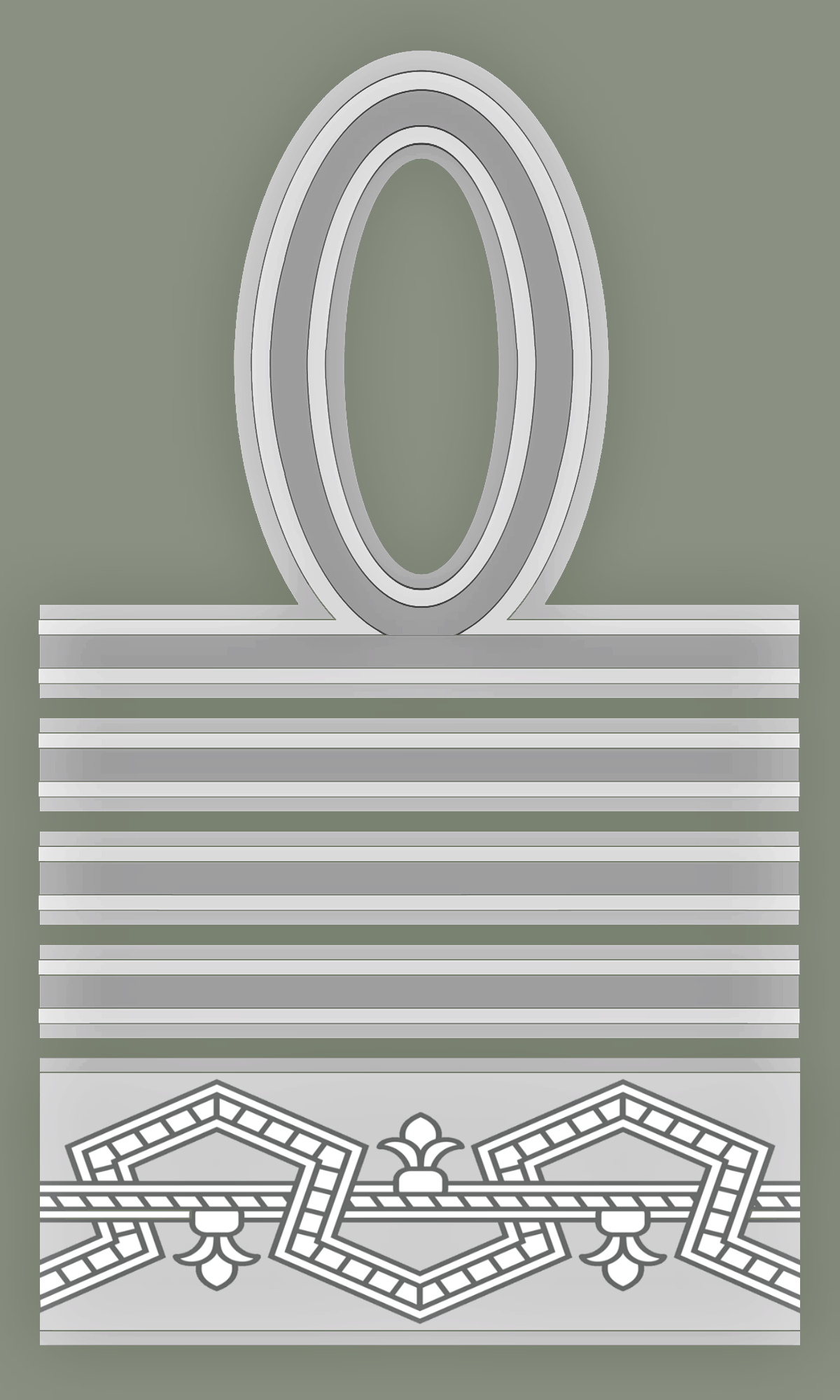
Distintivo di grado per paramano di maresciallo d'Italia
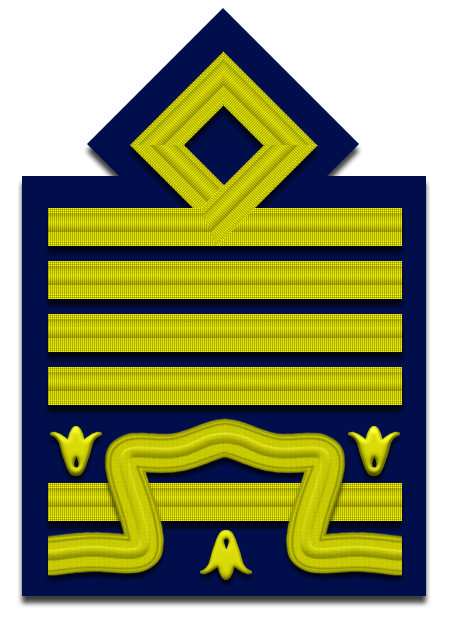
Distintivo di grado per paramano di maresciallo dell'aria